# Geosang Kim Man-deok
Geosang Kim Man-deok (거상 김만덕?, lett. "La ricca mercante Kim Man-deok"; titolo internazionale The Great Merchant) è una serie televisiva sudcoreana trasmessa su KBS1 dal 6 marzo al 13 giugno 2010.
La serie segue la vita di Kim Man-deok (1739-1812). Nata sull'isola di Jeju e adottata dalla tenutaria di una casa di gisaeng a 12 anni, diventa una gisaeng del governo, destinata cioè a intrattenere nello specifico i funzionari. Dopo aver scoperto un talento negli affari e nel commercio, diventa una delle mercantesse di maggior successo dell'isola e, quando essa viene colpita dalla carestia del 1795, vende tutti i suoi averi donando il 90% del denaro ricavato. Il suo gesto, che salva milioni di vite, viene lodato da numerosi studiosi e filosofi.

## Personaggi
- Kim Man-deok/Yi Hong, interpretata da Lee Mi-yeon e Shim Eun-kyung (da giovane)
- Jung Hong-soo, interpretato da Han Jae-suk e Do Ji-han (da giovane)
- Oh Moon-seon, interpretata da Park Sol-mi e Joo Da-young (da giovane)
- Kang Yoo-ji, interpretato da Ha Seok-jin
- Nonnina, interpretata da Go Doo-shim
- Dong-ah, interpretato da Kim Cheol-ki
- Kang Kye-man, interpretato da Kim Kap-soo
- Yo-hwa, interpretata da Shim Eun-jin
- Kim Eung-ryul, interpretato da Choi Jae-sung

## Ascolti
| Episodio | Data di trasmissione | Dati TNMS           | Dati TNMS                  | Dati AGB            | Dati AGB                   |
| Episodio | Data di trasmissione | A livello nazionale | Area metropolitana di Seul | A livello nazionale | Area metropolitana di Seul |
| -------- | -------------------- | ------------------- | -------------------------- | ------------------- | -------------------------- |
| 1        | 6 marzo 2010         | 10,5%               | 10%                        | 11,9%               | 11,3%                      |
| 2        | 7 marzo 2010         | 11,3%               | 11%                        | 11,6%               | 11%                        |
| 3        | 13 marzo 2010        | 11,4%               | 10,5%                      | 12,1%               | 11,9%                      |
| 4        | 14 marzo 2010        | 11,6%               | 10,8%                      | 12,4%               | 11,3%                      |
| 5        | 20 marzo 2010        | 14,5%               | 13,9%                      | 14,2%               | 13,6%                      |
| 6        | 21 marzo 2010        | 14,4%               | 13,4%                      | 16%                 | 14,8%                      |
| 7        | 27 marzo 2010        | 14%                 | 13,9%                      | 14,4%               | 13,6%                      |
| 8        | 28 marzo 2010        | 15,9%               | 15,9%                      | 15%                 | 14%                        |
| 9        | 3 aprile 2010        | 12,7%               | 12,3%                      | 12,5%               | 12,1%                      |
| 10       | 4 aprile 2010        | 15,2%               | 14,5%                      | 15%                 | 14,2%                      |
| 11       | 10 aprile 2010       | 11,8%               | 11,3%                      | 12,4%               | 12,2%                      |
| 12       | 11 aprile 2010       | 12,4%               | 12,4%                      | 13,2%               | 13%                        |
| 13       | 17 aprile 2010       | 12,6%               | 11,7%                      | 13%                 | 12,9%                      |
| 14       | 18 aprile 2010       | 12,2%               | 10,9%                      | 13,8%               | 13,2%                      |
| 15       | 24 aprile 2010       | 12%                 | 11,5%                      | 10,9%               | 10,1%                      |
| 16       | 25 aprile 2010       | 12%                 | 11,3%                      | 13,3%               | 13,9%                      |
| 17       | 1 maggio 2010        | 10,6%               | 10%                        | 12,1%               | 12,2%                      |
| 18       | 2 maggio 2010        | 11,5%               | 11%                        | 11,7%               | 11,4%                      |
| 19       | 8 maggio 2010        | 8,5%                | 8,1%                       | 10%                 | 9,5%                       |
| 20       | 9 maggio 2010        | 12,5%               | 11,8%                      | 12,3%               | 12%                        |
| 21       | 15 maggio 2010       | 8,2%                | 8%                         | 8,3%                | 8,2%                       |
| 22       | 16 maggio 2010       | 12,5%               | 12,2%                      | 12,6%               | 12,1%                      |
| 23       | 22 maggio 2010       | 12%                 | 11,7%                      | 12,5%               | 12,6%                      |
| 24       | 23 maggio 2010       | 13,8%               | 13,4%                      | 14,4%               | 14,6%                      |
| 25       | 29 maggio 2010       | 11,6%               | 11,3%                      | 12,7%               | 12,7%                      |
| 26       | 30 maggio 2010       | 10,1%               | 9,4%                       | 10,3%               | 9,2%                       |
| 27       | 5 giugno 2010        | 11,9%               | 11,3%                      | 12,7%               | 12,5%                      |
| 28       | 6 giugno 2010        | 13,1%               | 12,7%                      | 13,6%               | 13,3%                      |
| 29       | 12 giugno 2010       | 6,5%                | 6,6%                       | 6,8%                | 6,9%                       |
| 30       | 13 giugno 2010       | 17,4%               | 17,3%                      | 17%                 | 17,3%                      |

## Colonna sonora
1. Merchant Kim Man-deok (거상 김만덕)
2. Boating Song (뱃노래) – Ja Woo-rim
3. Lamp (등불) – The One
4. Time, Please... Slow Down (시간아 제발... 천천히 가줘) – Lee Soo-young
5. Eternal Promise (영원한 약속) – Kim Kyung-rok
6. Fragrance of the Waves (파도향기) – Ka Il-lin
7. Again (다시는) – Lee Hye-sun
8. Because of You (그대라서) – Lee Seung-eun